# Pleidooi voor populisme

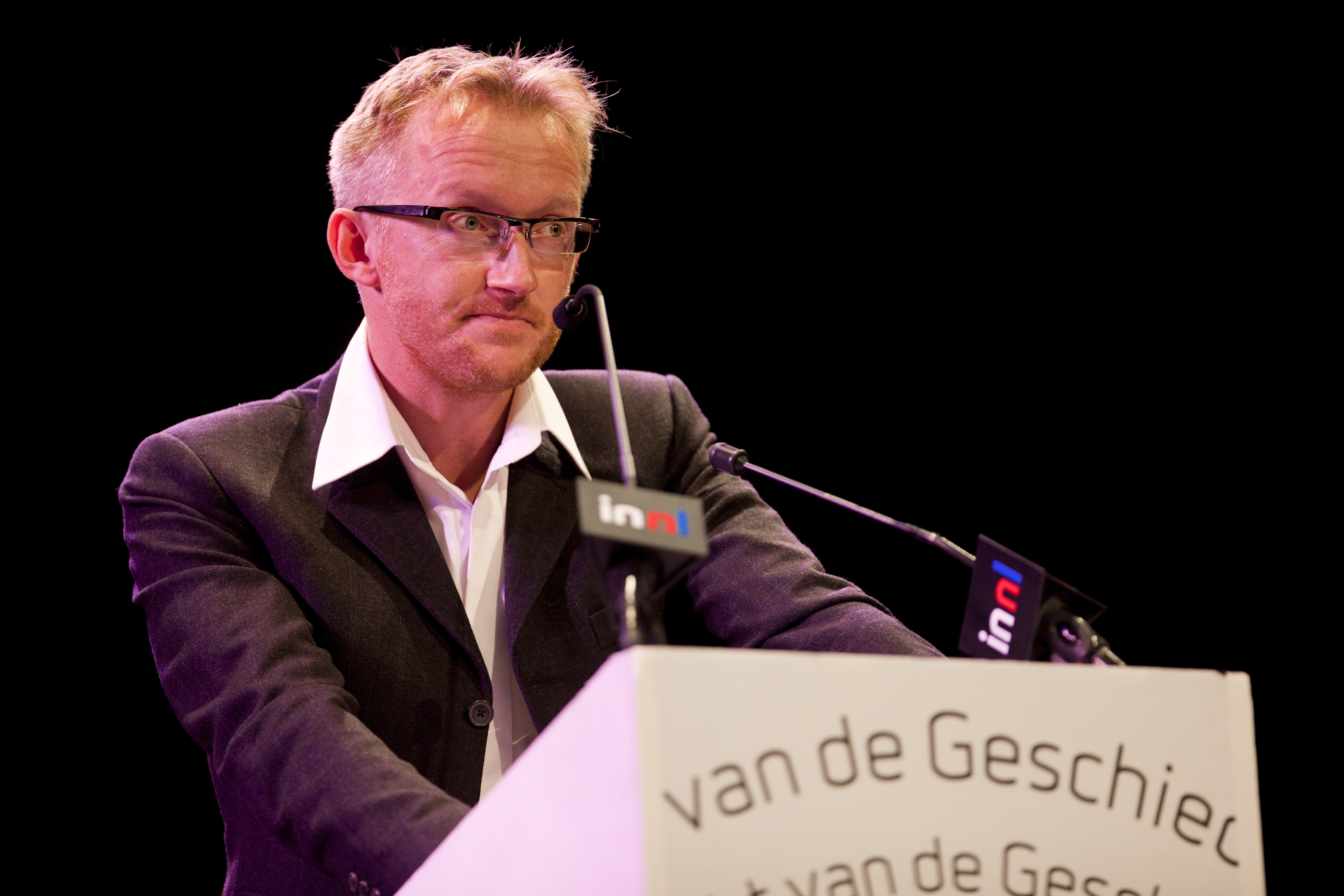
David Van Reybrouck ziet kenmerken van het 21ste-eeuwse populisme in het socialisme uit de negentiende eeuw. Hij schrijft één lange redenering met als conclusie dat er in de kennismaatschappij uit zijn tijd aandacht nodig is voor laaggeschoolden. Dat zou de democratie alleen maar ten goede komen. Tien jaar later, in 2019, komt er het initiatief voor een Jezuïetenschool in Molenbeek.

Pleidooi voor populisme is een pamflet van de cultuurhistoricus en archeoloog David Van Reybrouck. Het werd in 2008 voor het eerst uitgegeven door Querido en vormde samen met Het manifest van de G1000 de basis voor de G1000, een bijeenkomst in Brussel op 11 november 2011 van duizend willekeurig gekozen burgers. De centrale stelling in dit pleidooi is dat populisme niet het tegenovergestelde is van de democratie, maar dat het er deel van uitmaakt. Populisme is geen democratisch gevaar, stelt Van Reybrouck, het verwoordt de betrokkenheid van laagopgeleiden. Ondanks zijn negatieve imago toont populisme de wil tot betrokkenheid bij de democratie. "Er is niet minder, maar beter populisme nodig (...), een populisme dat niet schreeuwt maar spreekt, een populisme dat de noden van laaggeschoolden niet miskent, maar weigert oneliners als oplossingen te zien; een populisme dat hoogopgeleiden niet minacht, maar hen uitnodigt tot empathie met de rest van de samenleving."
Aan de basis van het manifest ligt de vaststelling dat in de jaren negentig de diplomademocratie de representatiedemocratie verdrong en dat hoogopgeleide populisten zich tot een laagopgeleid kiezerskorps richtten.

## Duister versus verlicht populisme
Van Reybrouck stelt vast dat het begrip populisme een mistig sleutelconcept is in de politiek. Kenmerkend is dat niemand zichzelf populist noemt; noch Geert Wilders, noch Pim Fortuyn, noch Filip Dewinter, noch Jean-Marie Dedecker. Ze doen het goed bij laaggeschoolden in tijden met een grimmige toekomst. Populisten onderscheiden zich door hun anti-elitaire inslag en hun verzet tegen het establishment, en bespelen de massa met oneliners, simplificaties en loze voorspellingen. Doorgaans is de hedendaagse populist een charismatische, rechts-radicale man. Van Reybrouck onderscheidt het 'duister' populisme van een 'verlicht' populisme. De 'standaardversie' van het populisme is die van het duister populisme dat zich als volgt laat omschrijven.

Hij (de populist) weet wat het volk wil, en dat moet volstaan. Daardoor duldt hij geen tegenspraak, daardoor heeft hij een gloeiende hekel aan het debat. Het parlement, de grondwet, de gebruikelijke democratische procedures zijn voor hem eerder hindernissen dan politieke verworvenheden. In die betekenis is populisme in wezen antidemocratisch en antiparlementair; sommigen spreken zelfs van 'proto-totalitair'. Dit duistere populisme miskent het wezen van de democratie.
— David Van Reybrouck

Het populisme is niet alleen een politiek probleem. Van Reybrouck noemt twee oorzaken voor het ontstaan van het huidige populisme, namelijk de komst van de diplomademocratie en de groeiende cultuurkloof tussen laag- en hooggeschoolden. Die redenen maken het populisme respectievelijk tot een educatief en een sociologisch probleem.

## Diplomademocratie
Laaggeschoolden (wie tot zijn 18 jaar onderwijs genoot) in het parlement dalen. In 2006 was in Nederland tachtig procent van de parlementariërs hoogopgeleid. België telt evenveel hoogopgeleiden. In het parlement nemen zij 93 procent van de zetels voor hun rekening. Sinds de verkiezingen van juni 2007 bezitten academici (acht procent van de bevolking) 81 procent van de parlementaire zetels. "Laaggeschoolden vormden altijd een demografische meerderheid, maar tegenwoordig zijn ze een uitgesproken democratische minderheid." Wat is de waarde van 'volksvertegenwoordiging' als mensen zich niet herkennen in die afvaardiging, vraagt Van Reybroeck zich af. Dat opleiding toegang geeft tot macht, doet sommigen liegen over hun diploma. Van Reybrouck ziet de diplomademocratie als de voorbode van de 'postdemocratie' en populisme als de enige, gebrekkige reactie van het soevereine volk hierop.

## Cultuurkloof
Hoogopgeleiden beseffen niet hoe het toekomstperspectief van laagopgeleiden is. Dat wijst op een cultuurkloof tussen die laag- en hooggeschoolden, een breuklijn die door de kennismaatschappij heen loopt. Het uiteengroeien van hoog- en laagopgeleiden heeft volgens Van Reybrouck diverse oorzaken:
1. het dalende aantal huwelijken tussen mensen uit verschillende sociale klassen;
2. de afschaffing van de legerdienst;
3. de mislukte onderwijsdemocratisering: 'klasse' blijft het onderwijsniveau bepalen. Mislukken op school wordt bovendien beschouwd als een individueel tekort, niet als een collectieve, structurele ongelijkheid. Geen enkele geïndustrialiseerde regio kent een grotere kloof tussen autochtone en allochtone leerlingen als Vlaanderen. Volgens recente (het Pleidooi dateert uit 2008) cijfers is een op de vijf volwassen Vlamingen laaggeletterd;
4. de ontzuiling (zuilen brachten mensen uit alle klassen samen);
5. het cultuurrelativisme;
6. de komst van de commerciële media;
7. het ontbreken van initiatieven die de kloof overbruggen;
8. het feit dat hooggeschoolden meer georganiseerd zijn.

Meer laaggeschoolden in het parlement is aldus een noodzakelijke, maar onvoldoende voorwaarde ter bestrijding van het duistere populisme.

## Negentiende eeuw
Van Reybrouck vergelijkt de kritiek op het populisme van omstreeks 2010 met de commentaren op het socialisme in de negentiende eeuw. De elite kijkt neer op de populistische stem en verwijt het volk onredelijkheid, simpelheid en impulsiviteit. "Wat is het verschil tussen Karel De Gucht, die het populisme omschrijft als 'een hardnekkige schimmel die telkens weer opduikt' en een paus Leo XIII, die het socialisme typeerde als 'een dodelijke kwaal die het merg van de menselijke samenleving aanvalt?"
Zowel nu als toen:
- reageerde de elite terughoudend op de volkse, rebelse beweging;
- vond die elite het gepeupel ongeïnformeerd en misleid door zijn voormannen;
- vreesde de elite het verval van de beschaving door de opstandige horden;
- wilde de elite het volk domesticeren;
- ging de elite zich laat afvragen of de volkse verzuchtingen gegrond waren. Zo kwam de encycliek Rerum Novarum er in 1891, bijna een halve eeuw na het Communistisch manifest. Toen de samenleving zich na een eeuw industrialisatie iets van het arbeidersvraagstuk aantrok, daalde de rode dreiging.

Waar de Europese burgerij in 1917 vreesde dat de Russische Revolutie zich over het continent zou verspreiden, ontdekte men in het interbellum dat dit niet zo'n vaart liep en dat Labour even saai werd als alle andere partijen.
Zo lijkt er geen verschil tussen het "moderne ghostbusting tegen het populisme en la peur du rouge van weleer". Toch zijn er verschillen tussen het huidige populisme en het socialisme van de negentiende eeuw: in radicaliteit en in de doelen, aldus Van Reybrouck. De negentiende-eeuwse burgerij had meer recht op haar angsten dan de tegenwoordige bovenlaag. De toenmalige arbeidersbeweging was radicaler dan de huidige populisten: het afschaffen van eigendom, de confiscatie van goederen en gronden, de nationalisering van ondernemingen en stemrecht. Populistische leiders zijn geen rattenvangers van Hamelen maar intellectuele vaandeldragers van een maatschappelijk ongenoegen." In de tweede helft van de negentiende eeuw kozen arbeiders intellectuele voormannen om hun grieven te vertolken, om hun lot te verbeteren en de schrijnende ongelijkheid te bestrijden, net zoals de huidige populistische kiezer niet zoveel zin heeft in laaggeschoolde vertegenwoordigers. Huidige rechtse populisten bespelen vandaag de rancune, in tegenstelling tot de socialistische voormannen uit de negentiende eeuw. Emancipatie lijkt geen doel.

## Besluit
In die context is het rechtse populisme vaak vergeleken met het nationaalsocialisme uit het interbellum. Wie heeft nu gelijk, vraagt Van Reybrouck zich op het einde van zijn manifest af. "Moeten we het populisme begrijpen vanuit 1930 of vanuit 1880? Is het levensgevaarlijk of ergens toch vruchtbaar? Het antwoord is: dat weten we nog niet. De geschiedenis herhaalt zich niet. (...) In een kennismaatschappij als de onze kunnen we ons dus maar beter gaan bekommeren om de laaggeschoolde, zowel allochtoon als autochtoon."

## Prijzen
Het werk won diverse prijzen:
- Longlist Gouden Uil 2009
- Jan Hanlo Essayprijs Groot 2009
- Vlaamse Cultuurprijs Kritiek en Essay 2010

## Vertaling
Het werd vertaald in het Hongaars door Tibor Bérczes onder de titel 'A populizmus védelmében' (Gondolat).